# Gambo

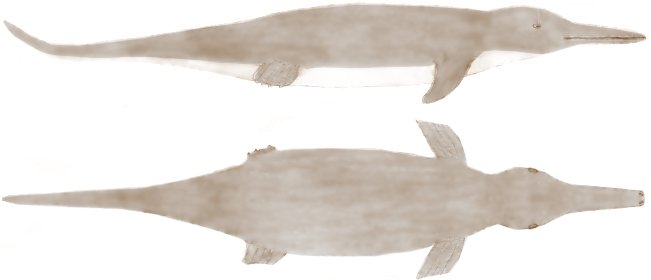
Gambo, gezeichnet nach Abbildungen von Owen Burnham. Seine angegebenen Maße erbringen aber einen viel flacheren Kopf und einen viel breiteren Körperumfang

Gambo ist der Name eines nicht identifizierten Kadavers eines großen Meerestieres, das auf den Strand des Bungalow-Beach-Hotels in Kotu im westafrikanischen Staat Gambia angespült wurde.

## Entstehung des Mythos
Der 15-jährige Owen Burnham und seine Familie kamen am Morgen des 12. Juni 1983 zu der Fundstelle, während einige Dorfbewohner mit der Enthauptung des Tieres beschäftigt waren. Owen, ein Naturliebhaber, nahm die Maße des Körpers, um später Skizzen anzufertigen, hatte jedoch keine Kamera dabei. Nach späteren Aussagen dachte er nicht daran, eine Probe zu nehmen, bis er erkannte, dass er es aus Büchern nicht identifizieren könnte. Die Dorfbewohner verkauften den abgetrennten Kopf des Tieres schließlich an einen Touristen. Nach Owen nannten sie ihn einen „Delphin“, er nahm aber an, dass dies nur eine oberflächliche Ähnlichkeit war. Der Körper wurde schließlich begraben, und Versuche, ihn später wiederzufinden, waren erfolglos.
Als das Tier drei Jahre nach dem Fund von Owen in einem Zeitungsartikel erwähnt wurde, erlangte dies die Aufmerksamkeit des Kryptozoologen Karl Shuker, der mehr Informationen über das Tier erbat. Laut Owen zeigte der Körper wenige oder keine Zeichen von Verwesung und maß ungefähr 4,6 Meter in der Länge. Die Färbung war auf dem Rücken braun und auf dem Bauch weiß, die Haut selbst war glatt. Die meisten Maße wurden vom Kopf genommen, der 1,40 m in der Länge betrug. Er hatte einen 0,8 m langen Schnabel, 14 cm hoch und 13 cm breit, der mit 80 einheitlichen und kegelförmigen Zähnen bestückt war. Ein kleines Paar Nasenlöcher befand sich an der Spitze des Schnabels. Der leicht gewölbte Kopf maß 25 cm in der Höhe und war 30 cm breit und hatte kleine Augen. Das vordere Flossenpaar maß 46 cm in der Länge und 20 cm in der Breite. Eine der hinteren Flossen war stark verletzt und fast abgerissen, die Eingeweide waren sichtbar. Der durch Wasser aufgeblähte Körper war 1,8 m lang und hatte einen Umfang von 1,5 m. Auf der Oberseite des Tieres befand sich keine Rückenflosse. Der Schwanz war 1,5 m lang und spitz zulaufend.
Es gab viele Spekulationen, welches Tier hier gefunden worden war. Der Paläontologe Darren Naish bezweifelte, dass die Berichte überhaupt echt seien – dass keine Probe genommen wurde, fand er verdächtig. Der Kryptozoologe Chris Orrick vermutete, dass es ein stark verstümmelter Shepherd-Wal war. Loren Coleman und Patrick Huyghe spekulierten, dass es eine unbekannte Form des Shepherd-Wals sein könnte. Ein anderer verbreiteter Vorschlag ist, dass der Körper irgendeine Art eines überlebenden prähistorischen Reptils ist. Shuker schlug zuerst vor, dass es entweder ein Plesiosaurier oder ein Thalattosuchia-Krokodil war, aber später bezeichnete er ihn als „den letzten der Mosasaurier“. Andere vorgeschlagene Anwärter sind Askeptosaurus oder ein urzeitlicher Ichthyosaurier wie Cymbospondylus oder der Urwal Basilosaurus.